# Pâturin de Bourbon
Poa borbonica
Espèce
La pâturin de Bourbon (Poa borbonica) est une espèce de plantes à fleurs monocotylédones de la famille des Poaceae. Elle est endémique de l'île de La Réunion, département d'outre-mer français dans le sud-ouest de l'océan Indien.

## Synonymes
Selon Catalogue of Life (15 juin 2016) :
- Poa poiretii Steud., nom. illeg.